# Långevattnet (Angereds socken, Västergötland)
Långevattnet är en sjö i Göteborgs kommun i Västergötland och ingår i Göta älvs huvudavrinningsområde. Sjön är 6,3 meter djup, har en yta på 0,0883 kvadratkilometer och befinner sig 122,7 meter över havet.

## Delavrinningsområde

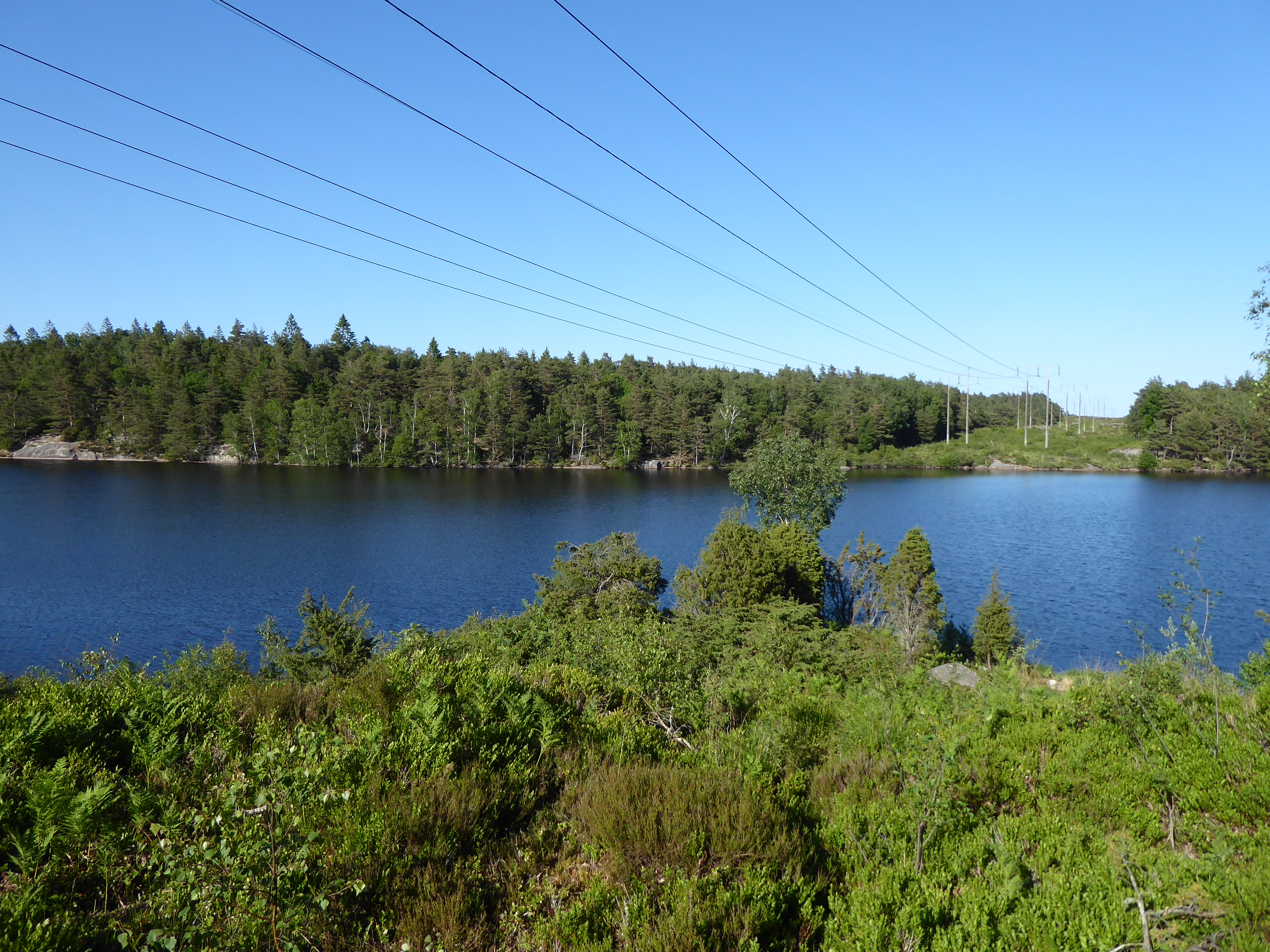
Långevattnet västerifrån i juni 2023

Långevattnet ingår i det delavrinningsområde (641226-127694) som SMHI kallar för Mynnar i Göta älvs vattendragsyta. Medelhöjden är 75 meter över havet och ytan är 19,19 kvadratkilometer. Räknas de 8 avrinningsområdena uppströms in blir den ackumulerade arean 111,95 kvadratkilometer. Lärjeån som avvattnar avrinningsområdet har biflödesordning 2, vilket innebär att vattnet flödar genom totalt 2 vattendrag innan det når havet efter 12 kilometer. Avrinningsområdet består mestadels av skog (21 %). Avrinningsområdet har 0,14 kvadratkilometer vattenytor vilket ger det en sjöprocent på 0,7 %. Bebyggelsen i området täcker en yta av 12,08 kvadratkilometer eller 63 % av avrinningsområdet.